# Brachymesia herbida
Brachymesia herbida е вид водно конче от семейство Libellulidae. Видът не е застрашен от изчезване.

## Разпространение
Разпространен е в Аржентина (Кориентес и Мисионес), Барбадос, Белиз, Боливия, Бразилия (Амазонас и Пара), Венецуела, Галапагоски острови, Гваделупа, Гвиана, Доминиканска република, Еквадор, Кайманови острови, Колумбия, Коста Рика, Куба, Мартиника, Мексико (Веракрус, Гереро, Кампече, Наярит, Сан Луис Потоси, Синалоа, Табаско, Тамаулипас и Юкатан), Парагвай, Перу, Пуерто Рико, Салвадор, САЩ (Небраска, Тексас и Флорида), Суринам, Тринидад и Тобаго, Френска Гвиана, Хондурас и Ямайка.

## Описание
Популацията на вида е стабилна.